# Xscape
Xscape es el duodécimo álbum de estudio y el segundo álbum póstumo del cantante estadounidense Michael Jackson. Fue lanzado el 13 de mayo de 2014 por Epic Records. Es su octavo álbum de estudio lanzado por Epic Records. Es el undécimo álbum lanzado por Sony y Motown desde la muerte de Jackson en junio de 2009. L.A. Reid, presidente de Epic Records, curó y sirvió como productor ejecutivo para el álbum reclutando a Timbaland para dirigir un equipo de productores de discos, incluyendo Jerome "J-Roc" Harmon, Rodney Jerkins, Stargate y John McClain para remezclar y contemporizar las ocho pistas seleccionadas. Jerkins produjo el título de la canción y es el único productor de las canciones originales para trabajar en las producciones finales.
Xscape fue promovido en todo el grupo de empresas Sony; Sony Mobile utiliza un fragmento de «Slave to the Rhythm» en su campaña de publicidad para el teléfono móvil Xperia Z2. «Love Never Felt So Good» fue anunciado como el único primer sencillo para el estreno el 1 de mayo de 2014. La edición de lujo del álbum incluye todas las canciones en sus formas originales, así como una pista adicional y dos videos.

## Información
Anunciado oficialmente el 31 de marzo de 2014, Xscape cuenta con ocho pistas grabadas originalmente entre 1982 y 2001. Se trata del segundo álbum de material póstumo a ser lanzado por Epic Records desde la muerte de Jackson en 2009. La canción «Xscape» fue grabada en 2000 para el álbum Invincible (2001). El productor estadounidense Timothy Zachery "Timbaland" Mosley lideró el lanzamiento del disco, mientras que Justin Timberlake es uno de los artistas que une su voz a la de Jackson en una versión del sencillo «Love Never Felt So Good», incluida como cierre en la edición deluxe del álbum.
Las otras pistas para este nuevo álbum fueron modernizadas por varios productores, como Timbaland. La lista de productores incluye otros fabricantes de hits como el colectivo Jerome "J-Roc" Harmon, Rodney Jerkins (Black Eyed Peas, Lady Gaga), Stargate (Beyoncé y Rihanna entre otros) y John McClain. Salió a la venta el 13 de mayo de 2014.

## Historial de grabación
- «Love Never Felt So Good» fue coescrita por el cantante y compositor canadiense Paul Anka y se grabó originalmente en 1980 como una demo con Anka al piano. La canción también fue grabada por el artista estadounidense Johnny Mathis. Una versión en dúo de la canción con Justin Timberlake fue grabada y lanzada como sencillo. La canción incluye percusiones y alientos de la canción de Jackson, «Workin' Day and Night».
- «Chicago» (originalmente llamada «She Was Lovin' Me») se grabó en 1999, pero no quedó en el álbum Invincible.
- «Loving You» se grabó entre 1985-1987 durante las sesiones del álbum Bad de 1987.
- «A Place With No Name» fue escrita y grabada en 1998. La canción se asemeja a «A Horse with No Name», una canción exitosa de la banda estadounidense de rock America. Un fragmento de 24 segundos fue filtrado en línea por TMZ en julio de 2009 y una versión completa se filtró en diciembre de 2013.
- «Slave to the Rhythm» se grabó durante las sesiones de Dangerous en 1990. Una versión remix de Tricky Stewart se filtró en Internet en 2010, que estaba destinada para el primer álbum póstumo, Michael. Justin Bieber también grabó una "versión a dúo" presentada con la voz de Jackson, que se filtró en agosto de 2013. El Patrimonio de Michael Jackson declaró después de que no habían autorizado el lanzamiento de esta grabación.
- «Do You Know Where Your Children Are» fue escrita y grabada en 1984-1987 durante las sesiones de Bad. Sin embargo, la canción más tarde fue recogida y revisada para el álbum Dangerous pero no llegó a este.
- «Blue Gangsta» fue escrita y grabada en 1998 pero no pudo quedar en el álbum Invincible. El rapero Tempamental remezcló la canción sin el permiso de Jackson y la puso a disposición en su página web de MySpace a fines de 2006. La remezcla titulada «Gangsta (No Friend of Mine)» contó con Pras de the Fugees.
- «Xscape» fue escrita y grabada en 1999 durante las sesiones de grabación del álbum Invincible, pero no pudo quedar en el álbum. La canción se completó en 2001 y se filtró en Internet el año siguiente. La melodía ha recibido un giro moderno de su productor original, Rodney Jerkins, y presenta muestras de «You Rock My World», una canción grabada en la misma época que «Xscape».

## Promoción y sencillos
En febrero de 2014, Sony y el Patrimonio de Michael Jackson anunciaron una asociación con Sony Mobile que vio el lanzamiento de un anuncio que incorpora una nueva versión de la canción «Slave to the Rhythm», que se ha confirmado como uno de los temas del álbum. El anuncio publicitario fue para el teléfono móvil Xperia Z2 de Sony Mobile. El álbum había sido transmitido a los medios de comunicación del Reino Unido en el sótano de un hotel de Knightsbridge el 31 de marzo de 2014. Se permitió que los periodistas para escuchar el disco una vez sin ningún tipo de dispositivos, y los títulos de las canciones se mantuvieron en secreto. Se invitó a los corresponsales de entretenimiento para algunos medios de comunicación británicos, como Sky News, London Evening Standard, The Daily Telegraph, la revista Mixmag, The Guardian y Digital Spy.
«Love Never Felt So Good» se dio a conocer como el primer sencillo del álbum y tuvo éxito en muchos países del mundo. Más adelante, en los premios Billboard, Jackson apareció cantando «Slave to the Rhythm» en un moderno holograma, promoviendo a la vez su segundo álbum póstumo.
Finalmente el segundo sencillo de Xscape fue «A Place With No Name», lanzado el 12 de agosto de 2014.

### Billboard Music Awards
A pocos días del lanzamiento del álbum, la cadena ABC anunció que en la entrega de los Billboard Music Awards, el 18 de mayo, Jackson haría una presentación especial para la promoción, se empezó a especular sobre el uso de un holograma para poder revivirle, poco a poco la noticia tomaba más fuerza, hasta que el holograma (que en realidad no era un holograma sino un efecto visual conocido como el Fantasma de Pepper.) se presentó en los Billboard Music Awards, cantando y bailando «Slave to the Rhythm», con un Jackson bastante jovial, aunque hay personas que afirman que fue en realidad un imitador de Michael Jackson quien se presentó en los Billboard Music Awards.

## Críticas

### Prelanzamiento
Antes del lanzamiento del álbum, Xscape fue juzgado por los críticos en Londres, Reino Unido, donde se divide la opinión de los críticos de música. Bernadette McNulty de The Daily Telegraph elogió el álbum como "virgen", que calificó de la «presencia delantera y el centro de la voz de Jackson en la mezcla». Michael Cragg de The Guardian dijo Xscape siente «como un álbum creado para mostrar un puñado de canciones de Jackson que, en general, merece ser escuchado». Richard Suchet de Sky News pensó que el álbum «suena más como remixes de hoy en día». Nick Stevenson de Mixmag cree que el álbum «más como una colección de caras B de Off the Wall de seguimiento a Invincible». Michael Arceneaux de Ebony dijo que «el próximo proyecto 'desde' el fallecido cantante suena como una receta para empañar el legado».

### Lanzamiento
A cuatro días del lanzamiento de Xscape, ha tenido buena respuesta, pues se ha colocado como N.º 1 en más de 50 países, con más de 4 millones de copias vendidas. El video musical «Love Never Felt So Good», a dueto con Justin Timberlake, ha tenido buena recepción, pues a un día de haber sido publicado, lleva más de 380,000,000 de reproducciones en YouTube.
Entre las polémicas de Xscape está la canción «Do You Know Where Your Children Are» en la que acusaron a Jackson de tener una temática bastante sexista, y entre los detractores, destaca Peter Mills, que describe así el disco: «El 75 % del material son maquetas que están hace años dando vueltas por los foros de los fans. Se limitaron a elegirles las favoritas del público y las han bastardizado con amor».

## Lista de canciones
| Edición estándar | |                                                                                |                                                                                                 |          |  |
| N.º              | Título | Escritor(es)                                                                   | Productor(es)                                                                                   | Duración |  |
| 1.               | «Love Never Felt So Good» (grabada en 1980 en la era Thriller)                                                | Michael Jackson, Paul Anka                                                     | Michael Jackson, Paul Anka, John McClain, Giorgio Tuinfort                                      | 3:54     |  |
| 2.               | «Chicago» (grabada en 1999 durante las sesiones de Invincible)                                                | Cory Rooney                                                                    | Michael Jackson, Cory Rooney, Timbaland, Jerome "J-Roc" Harmon                                  | 4:05     |  |
| 3.               | «Loving You» (grabada en 1985–1987 durante las sesiones de Bad)                                               | Michael Jackson                                                                | Michael Jackson, Timbaland, Jerome "J-Roc" Harmon                                               | 3:15     |  |
| 4.               | «A Place With No Name» (grabada en 1998 durante las sesiones de Invincible)                                   | Michael Jackson, Elliot "Dr. Freeze" Straite, Dewey Bunnell                    | Michael Jackson, Dr. Freeze, Stargate                                                           | 5:35     |  |
| 5.               | «Slave to the Rhythm» (grabada en 1989, 1990–1991 durante las sesiones de Dangerous)                          | Antonio "L.A." Reid, Kenneth "Babyface" Edmonds, Daryl Simmons, Kevin Roberson | L.A. Reid, Babyface, Timbaland, Jerome "J-Roc" Harmon                                           | 4:15     |  |
| 6.               | «Do You Know Where Your Children Are» (grabada en 1984, 1990–1991 durante las sesiones de Bad y de Dangerous) | Michael Jackson                                                                | Michael Jackson, Timbaland, Jerome "J-Roc" Harmon                                               | 4:36     |  |
| 7.               | «Blue Gangsta» (grabada en 1998–2001 durante las sesiones de Invincible)                                      | Michael Jackson, Elliot "Dr. Freeze" Straite                                   | Michael Jackson, Dr. Freeze, King Solomon Logan, Daniel Jones, Timbaland, Jerome "J-Roc" Harmon | 4:14     |  |
| 8.               | «Xscape» (grabada en 1999–2001 durante las sesiones de Invincible)                                            | Michael Jackson, Rodney Jerkins, Fred Jerkins III, LaShawn Daniels             | Michael Jackson, Rodney Jerkins                                                                 | 4:04     |  |
| 34:25            | |                                                                                |                                                                                                 |          |  |

| Edición de lujo |                                                                  |                                                                                |                                                              |          |  |
| N.º             | Título                                                           | Escritor(es)                                                                   | Productor(es)                                                | Duración |  |
| 9.              | «Love Never Felt So Good» (Original Version)                     | Michael Jackson, Paul Anka                                                     | Michael Jackson, Paul Anka                                   | 3:19     |  |
| 10.             | «Chicago» (Original Version)                                     | Cory Rooney                                                                    | Michael Jackson, Cory Rooney                                 | 4:43     |  |
| 11.             | «Loving You» (Original Version)                                  | Michael Jackson                                                                | Michael Jackson                                              | 3:02     |  |
| 12.             | «A Place With No Name» (Original Version)                        | Michael Jackson, Elliot "Dr. Freeze" Straite, Dewey Bunnell                    | Michael Jackson, Dr. Freeze                                  | 4:55     |  |
| 13.             | «Slave to the Rhythm» (Original Version)                         | Antonio "L.A." Reid, Kenneth "Babyface" Edmonds, Daryl Simmons, Kevin Roberson | L.A. Reid, Babyface                                          | 4:35     |  |
| 14.             | «Do You Know Where Your Children Are» (Original Version)         | Michael Jackson                                                                | Michael Jackson                                              | 4:39     |  |
| 15.             | «Blue Gangsta» (Original Version)                                | Michael Jackson, Elliot "Dr. Freeze" Straite                                   | Michael Jackson, Dr. Freeze                                  | 4:16     |  |
| 16.             | «Xscape» (Original Version)                                      | Michael Jackson, Rodney Jerkins, Fred Jerkins III, LaShawn Daniels             | Michael Jackson, Rodney Jerkins                              | 5:44     |  |
| 17.             | «Love Never Felt So Good» (Duet Version) (con Justin Timberlake) | Michael Jackson, Paul Anka                                                     | Michael Jackson, Paul Anka, Timbaland, Jerome "J-Roc" Harmon | 4:05     |  |
| 73:43           |                                                                  |                                                                                |                                                              |          |  |

| Edición de lujo DVD |                               |          |  |
| N.º                 | Título                        | Duración |  |
| 1.                  | «Xscape Documentary»          | 23:21    |  |
| 2.                  | «Xscape Documentary Outtakes» | 2:40     |  |
| 26:01               |                               |          |  |

La edición estándar del álbum contiene 8 pistas de canciones "contemporized", mientras que la edición de lujo incluye las ocho canciones en su forma original, así como una pista adicional de la canción «Love Never Felt So Good», junto a Justin Timberlake. La edición de lujo de iTunes contiene dos videos del backstage del álbum.
En esta versión de lujo del álbum, se pueden escuchar las mismas ocho canciones remezcladas durante el 2013 al 2014 por parte de Sony y el Patrimonio de Michael Jackson, y, por añadidura, sus correspondientes versiones originales. Es decir, tal cual Michael las dejó grabadas durante sus sesiones de Thriller, Bad, Dangerous e Invincible.

## Posicionamiento en lista

### Semanal
| Gráfica (2014)                           | Posición |
| ---------------------------------------- | -------- |
| Australia (ARIA)                         | 1        |
| Austria (Ö3 Austria)                     | 1        |
| Bélgica (Ultratop flamenca)              | 1        |
| Bélgica (Ultratop valona)                | 1        |
| Canadá (Billboard Canadian Albums)       | 1        |
| China Albums (Sino Chart)                | 2        |
| Croacia Albums (HDU)                     | 2        |
| República Checa (ČNS IFPI)               | 1        |
| Dinamarca (Hitlisten)                    | 1        |
| Países Bajos (Album Top 100)             | 2        |
| Finlandia (Suomen Virallinen Lista)      | 5        |
| Francia (SNEP)                           | 1        |
| Alemania (Offizielle Top 100)            | 2        |
| Grecia Albums (IFPI)                     | 1        |
| Hungría (MAHASZ)                         | 4        |
| Irlanda (IRMA)                           | 1        |
| Italia (FIMI)                            | 2        |
| Japón (Oricon)                           | 4        |
| México (Top 100 México)                  | 4        |
| Nueva Zelanda (Recorded Music NZ)        | 3        |
| Noruega (VG-lista)                       | 2        |
| Polonia (ZPAV)                           | 4        |
| Portugal (AFP)                           | 3        |
| Escocia (Scottish Albums Chart)          | 3        |
| South African Albums (RISA)              | 13       |
| Corea del Sur (Gaon)                     | 6        |
| South Korean International Albums (Gaon) | 1        |
| España (PROMUSICAE)                      | 1        |
| Suecia (Sverigetopplistan)               | 3        |
| Suiza (Schweizer Hitparade)              | 2        |
| Reino Unido (UK Albums Chart)            | 1        |
| Estados Unidos (Billboard 200)           | 2        |
| Estados Unidos (Top R&B/Hip-Hop Albums)  | 1        |

|

### Certificaciones
| País   | Organismo certificador | Certificación | Ventas certificadas | Ref.   |
| ------ | ---------------------- | ------------- | ------------------- | ------ |
| México | AMPROFON               | Platino + Oro | 90,000              | [ 36 ] |

## Historial de lanzamientos
| Región         | Fecha               | Sello                   | Formato                         |
| -------------- | ------------------- | ----------------------- | ------------------------------- |
| Austria        | 9 de mayo de 2014   | Sony Music              | CD, Descarga Digital, Streaming |
| Dinamarca      | 9 de mayo de 2014   | Sony Music              | CD, Descarga Digital, Streaming |
| Alemania       | 9 de mayo de 2014   | Sony Music              | CD, Descarga Digital, Streaming |
| España         | 9 de mayo de 2014   | Sony Music              | CD, Descarga Digital, Streaming |
| Francia        | 12 de mayo de 2014  | Sony Music              | CD, Descarga Digital, Streaming |
| Reino Unido    | 12 de mayo de 2014  | Epic Records            | CD, Descarga Digital, Streaming |
| India          | 12 de mayo de 2014  | Sony Music              | CD, Descarga Digital, Streaming |
| Italia         | 13 de mayo de 2014  | Sony Music              | CD, Descarga Digital, Streaming |
| Canadá         | 13 de mayo de 2014  | Sony Music              | CD, Descarga Digital, Streaming |
| Estados Unidos | 13 de mayo de 2014  | Epic Records, MJJ Music | CD, Descarga Digital, Streaming |
| Argentina      | 21 de mayo de 2014  | Sony Music Argentina    | CD, Descarga Digital, Streaming |
| México         | 21 de mayo de 2014  | Sony Music              | CD, Descarga Digital, Streaming |
| Japón          | 21 de mayo de 2014  | Sony Music Japan        | CD                              |
| Alemania       | 6 de junio de 2014  | Sony Music              | LP                              |
| Estados Unidos | 10 de junio de 2014 | Epic Records, MJJ Music | LP                              |
| China          | 25 de junio de 2014 | Sony Music China        | CD                              |